# Jan Geluk
Jan Marinus Geluk (Schuddebeurs (Schouwen-Duiveland), 6 augustus 1950) is een Nederlands politicus. Namens de Volkspartij voor Vrijheid en Democratie was hij lid van de Tweede Kamer. Hij was dijkgraaf van  waterschap Hollandse Delta van 2005 - 2017.
Geluk voltooide de ingenieursopleiding akkerbouw aan de Hogere Landbouw School te Dordrecht en behaalde later deelcerficaten recht en staatsrecht aan de Open Universiteit. Hij werkte als landbouwer en als ondernemer. Van 28 april 1987 tot 15 april 1991 was hij lid van de Provinciale Staten van Zeeland.
Bij de Tweede-Kamerverkiezingen 1998 werd Geluk namens de VVD gekozen in het parlement. In de Tweede Kamer werd hij woordvoerder landbouw, visserij en waterstaat en was hij een belangenbehartiger van de Zeeuwse schelpdiervissers en van de kokkelvissers in de Waddenzee. Bij de Tweede-Kamerverkiezingen 2002 werd hij door het grote verlies van zijn partij niet herkozen. Op 16 oktober van dat jaar komt hij echter alsnog terug in de Kamer, als tussentijds opvolger van Gijs de Vries. Hij was toen woordvoerder ruimtelijke ordening, water, en visserij. In het debat over de Nota Ruimte van minister Dekker maakte hij zich sterk voor kustuitbreiding voor Zuid-Holland; dit werd Kamerbreed ondersteund.
Per 1 juli 2005 aanvaardde Geluk een functie als dijkgraaf bij  waterschap Hollandse Delta en trad hij uit de Tweede Kamer. Hij was dijkgraaf tot en met 30 juni 2017. Hij werd opgevolgd door Ingrid de Bondt.
- Parlement.com: vg09lljvz3zf